# 헤이즈버러

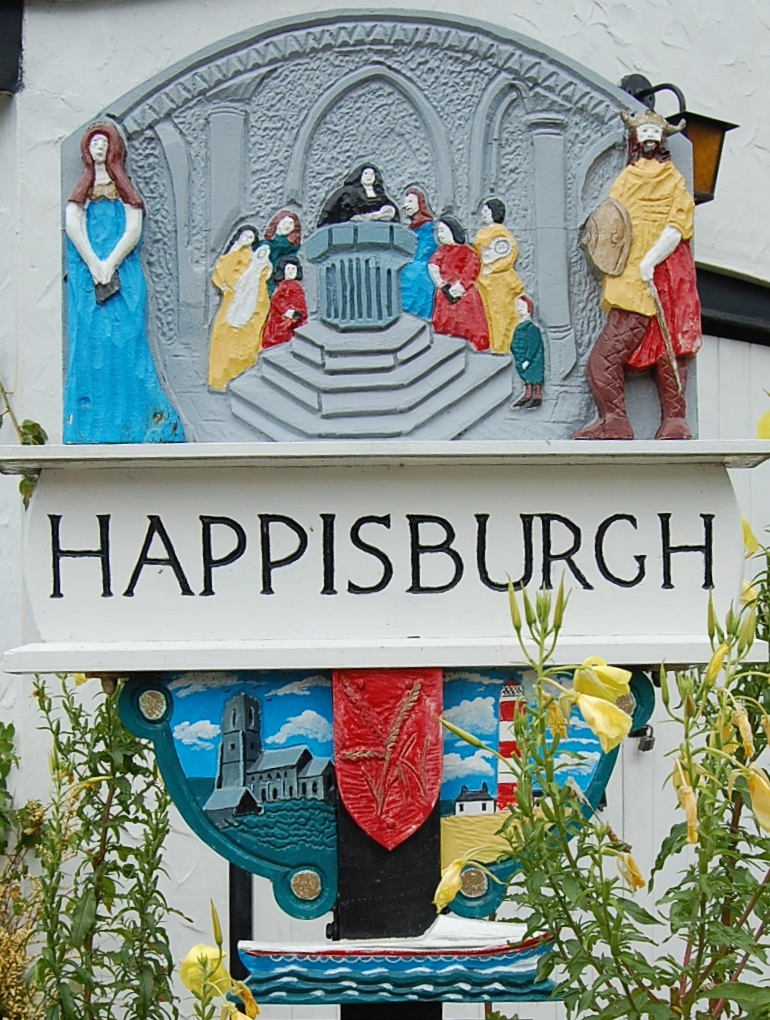

헤이즈버러 (Happisburgh)는 영국 잉글랜드 노퍽주에 속하는 지방행정구이다.
헤이즈버러 발자국 유적에서는 특별히 아프리카 대륙 외에서 발견된 것으로는 가장 오래된 인간의 발자국이 2010년부터 발굴되기 시작하면서 주목을 받았다. 단연 영국 내에서도 가장 오랜 발자국 유적이다. 2013년 5월 유적 인근의 해변에서 발자국 흔적이 연달아 발견되면서 가장 초기의 인간 활동이 조명을 받게 됐다.
헤이즈버러의 면적은 10.78 km2 (4.16 mi2)이지만 해안가 절벽이 계속해서 침식되고 있어 줄어들고 있다.

## 같이 보기
- 화석 인류